# Calycopsis krampi
Calycopsis krampi is een hydroïdpoliep uit de familie Bythotiaridae. De poliep komt uit het geslacht Calycopsis. Calycopsis krampi werd in 1957 voor het eerst wetenschappelijk beschreven door Petersen. 